# Den troost der armen

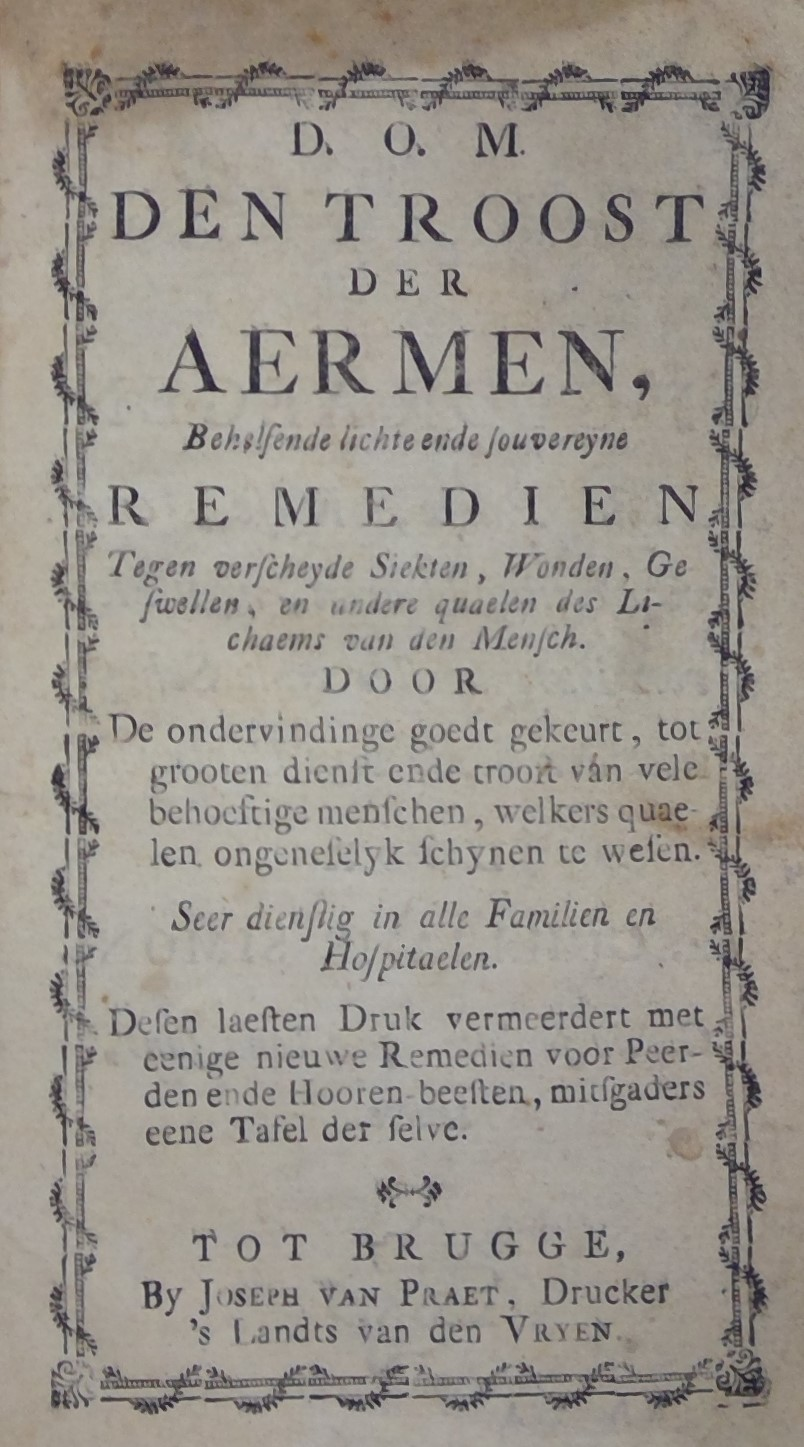
Brugse druk van Den Troost der Aermen uit 1765 door Joseph Van Praet. Bewaard in de Openbare Bibliotheek Brugge.

Den troost der armen was een remedieboekje op de naam van een Kortrijks auteur, sieur Guilliame Simons, dat gedurende de 18e eeuw in Zuid en Noord een buitengewone verspreiding heeft gekend, en dat nog in 1930 bij Snoeck te Gent werd herdrukt. Exemplaren van vóór 1700 zijn niet bekend. De oudste bekende edities staan op 1702 en 1712. 

## Auteur
De persoon van Simons is alleen bekend door en uit dit boekje. Zijn naam staat niet in de titel, op de keerzijde echter tekent hij met naam en toenaam de opdracht ‘Aen de Edele, Wyse ende voorsienige Heeren, myne Heeren Burgmeester ende Schepenen der Stede van Cortryck’. In de Voorreden laat hij horen dat hij in die stad gedurende 21 jaar ‘arm ende ryke uyt charitate altydt heeft gedient door syne Remedien’. Hij is man van recepten, van zalven vooral, hetgeen wijst op de geneesheer. Verder heeft Deken De Bo heeft Simons' boekje gebruikt voor zijn Westvlaamsch Idioticon (1873) en Kruidwoordenboek: hij citeert een Antwerpse uitgave van 1712. 

## Het boekje
Het remedieboekje van Simons was bestemd voor de mensen. In deel 1 is de zalfmeester aan het woord, in 6 artikels. Bijzonder uitvoerig is art. 1 waarin uitgelegd wordt hoe men balsem moet maken. De andere artikels behandelen andere balsems: 
- Art. 2. Tot het maeken van bruyne Salve, zeer dienstig tot Plaesters en Ciroonen.
- Art. 3. Om te maeken Salven om de quaede Zeeren in het Hoofdt.
- Art. 4. Om te maeken Salven tot Verbrandtheyt, etc.
- Art. 5. Om te maeken goeden Tritum.
- Art. 6. Om te maeken de groene Salve particulier om gequetste schenen, en daer die gebruykt wordt, en zal geen quaet vleesch op de wonde komen.

Deel 2 is gewijd aan 41 'verscheidene remedies die dienen tot het genezen van vele kwalen. Het derde deel brengt in niet meer dan 3 bladzijden enkele aanwijzingen voor hoe de voorgeschreven zalven gebruikt moeten worden. 